# Навоне, Паола
Паола Навоне (итал. Paola Navone; род. 1950, Турин) — итальянский дизайнер.
Окончила в 1973 году факультет архитектуры Туринского политехнического университета, работала художественным руководителем в Centrokappa. С 1998 года — художественный директор в компании Gervasoni.

## Основные работы
- коллекция мебели Mondo для Cappellini,
- кресло Pochette для Baxter,
- диван Oppio для Casamilano.

## Премии и награды
- Премия Award в 1984 году
- Prix d’Excellence от журнала Marie Claire в 1999 году
- В 2000 году журнал Architectur & Wohnen выбрал её дизайнером года.